# النقوش والرسوم الصخرية في منطقة الجوف
النقوش والرسوم الصخرية في منطقة الجوف تعد من أغنى المناطق في الجزيرة العربية بالرسومات الصخرية والكتابات والنقوش العربية القديمة والإسلامية بمختلف أنواعها ، وذلك لوقوعها على مفترق الطرق التجارية التي تربط جنوب الجزيرة العربية بالمناطق الحضارية في بلاد الرافدين وبلاد الشام ومصر وحوض البحر الأبيض المتوسط، وتوضح هذه الرسوم والنقوش الكثير من النشاطات التجارية والسياسية والدينية والاجتماعية في المنطقة.
وتتميز بالمنطقة الجوف بالرسوم والنقوش الصخرية بالتالي:
- الرسوم الصخرية.
- النقوش الثمودية.
- النقوش النبطية.
- النقوش الصفوية.
- النقوش الإسلامية.

## قائمة الرسوم والنقوش الصخرية في منطقة الجوف
| أبرز الرسوم والنقوش الصخرية في منطقة الجوف |                               |                    | |            |         |       |
| صورة                                       | الموقع                        | المدينة            | الوصف | الاحداثيات | ملاحظات | مصادر |
|                                            | نحت الجمل                     |                    | منحوتات الجمال نادرة جدا وفريدة من نوعها ومنحوتات الجمال الضخمة تفوق الحجم الطبيعي وعددها 12 منحوتاً . |            |         |       |
|                                            | نقش كر منسيه                  | مدينة سكاكا        | موقع يحتوي على العديد من النقوش الثممودية ونبطية والإسلامية فضلا عن االعديد من الرسوم الصخرية الوعل والذئب وطبعات الأيدي، يقع في وسط مدينة سكاكا داخل ملك خاص. |            |         |       |
|                                            | موقع قدير الأثري              | مدينة سكاكا        | الموقع يضم مبنى حجرياً صغيراً يعرف باسم قصر القدير وبئراً تقع إلى الشمال منه وبقايا أساسات حجرية منهدمة. عثر بالموقع على العديد من الرسومات الحجرية والنقوش الثمودية والكتابات الإسلامية العائدة لفترة ما بين القرنين السادس والثامن الهجريين.                                                                                         |            |         |       |
|                                            | جبل برنس                      | مدينة سكاكا        | يقع الجبل بجوار قلعة زعبل ويتضمن العديد من الرسومات لاشكال آدمية. |            |         |       |
|                                            | القرعاء الأثري                | مدينة سكاكا        | سلسلة جبال القرعا تقع في غرب مدينة سكاكا وتحتوي على العديد من الرسومات الصخرية المتنوعة والكتابات الثمودية والنبطية والإسلامية المبكرة. |            |         |       |
|                                            | قرية النيصة                   | مدينة سكاكا        | يضم الموقع مجموعة كبيرة من الرسومات الصخرية والنقوش الثمودية والنقوش الإسلامية المبكرة. يعتقدُ أن الموقع كان محطة لاستراحة الحجاج حيث عثر به على أكثر من 100 نقش إسلامي تعود للعصر العباسي ما عدا نقش واحد يعود لعهد الخليفة الأموي هشام بن عبد الملك.                                                                               |            |         |       |
|                                            | موقع مويسن الأثريا            |                    | يعود تاريخ بناء القلعة إلى الفترة بين القرنين الثالث والسادس الميلاديين وعثر به على العديد من النقوش الصخرية العائدة للقرنين الأول والثاني الهجريين عن عبور الحجاج إلى مكة. عثر حول القصر على قنوات ري وآبار قديمة وأدلة على الزراعة.                                                                                               |            |         |       |
|                                            | النقوش والكتابات في حي الدرع  | مدينة سكاكا        | حي الدرع هو البلدة القديمة في مدينة دومة الجندل ويعود للفترة الإسلامية. تختلف مساحات المباني وتخطيطاتها ولكنها تتفق في وجود فناء أو فناءين وتضم المجالس وغرف النوم. البيوت تحيط بميدان واسع تمتد منه أربعة شوارع. وعثر على مجموعة كتابات نبطية في أحد ازقة الحي.                                                                    |            |         |       |
|                                            | المواقع الأثرية غرب الحماميات | محافظة دومة الجندل | نقش ثنائي الخط صفوي ونبطي. |            |         |       |
|                                            | مواقع الحماميات الأثرية       | محافظة دومة الجندل | نقوش ورسوم صخرية ادميه وحيوانات. |            |         |       |
|                                            | مواقع المصقرة الأثرية         | محافظة دومة الجندل | |            |         |       |
|                                            | موقع الطويل                   | محافظة دومة الجندل | نقوش ورسوم صخرية على امتداد الوجهة الصخرية لجبل الطويل. |            |         |       |
|                                            | موقع إثرا الأثري              | محافظة القريات     | هو مبنى بُني بالحجارة البازلتية ويعتقد أنه بني في عهد الأنباط بسبب أسلوب البناء المشابه للأبنية النبطية ولوجود كسر الفخار النبطي في الموقع. يحيط سورٌ مبني من الحجارة البازلتية بالمبنى وبه مدخلان في الشمال والجنوب الشرقي والتي تقود إلى غرف داخل المبنى. عثر في القصر على نقش عربي بالخط الكوفي يعتقد أنه يعود إلى الفترة الأموية. |            |         |       |
|                                            | رويع فواز                     | محافظة القريات     | ويضم الموقع رسومات صخرية لوعول. |            |         |       |
|                                            | موقع الأسيد                   | محافظة القريات     | يضم الموقع نقوش صخرية ونقوش |            |         |       |